# Чай у консьержки
«Чай у консьержки» (фр. Le Thé chez la concierge) — французский короткометражный художественный фильм французского режиссёра Луи Фейада, самый старый из известных фильмов Фейада.

## Сюжет
Консьержка устраивает вечеринку у себя в каморке. Так как именно она должна открывать входную дверь в доме, то у двери выстраивается очередь из жильцов дома.